# Схрейвер, Александр
Александр (Лекс) Схрейвер (род. 1948) — нидерландский математик, известный своими работами по комбинаторной оптимизации, совмещающей алгоритмику и комбинаторику. На родине Схрейвер известен прежде всего как оптимизатор графика движения поездов, а за рубежом — как главный редактор журнала Combinatorica (совместно с Л. Бабаи и Л. Ловасом) и соавтор четырёх знаковых книг, перечисленных в разделе ниже.
Схрейвер защитился в 1977 году в Амстердамском свободном университете, тема его диссертации — «Матроиды и системы связей», в которой «системы связей» вводились как обобщение матроидов, двудольных графов и ориентированных графов. Бо́льшую часть жизни он проработал в Центре математики и информатики (1973—1979, 1989—2013), но также некоторое время был профессором университетов Тилбурга (1983—1989) и Амстердама (с 1990). Он также является обладателем почётных степеней университетов Лоранда Этвёша и Ватерлоо и с 2005 года посвящён в рыцари ордена Нидерландского льва. Схрейвер — академик четырёх академий наук: Нидерландской королевской (с 1995), Вестфальской (членкор с 2005), Леопольдины (с 2006) и Европейской (с 2008). С 2012 года является действительным членом Американского математического общества.

## Премии[10]
- Премия Фалкерсона[11] в 1982 за работу над приложением метода эллипсоидов к комбинаторной оптимизации (совместно с М. Грётшелем[нем.] и Л. Ловасом)
- Премия Фалкерсона[11] в 2003 за минимизацию субмодулярных функций множеств[англ.]
- Премия Фредерика Ланчестера[англ.][12] в 1986 за книгу «Теория линейного и целочисленного программирования»
- Премия Фредерика Ланчестера[англ.][13] в 2004 за книгу «Комбинаторная оптимизация: многогранники и эффективность»
- Премия Джорджа Данцига[англ.][14] в 2003 за глубокие фундаментальные исследования дискретной оптимизации
- Премия Спинозы[15] (высшая научная награда Нидерландов) в 2005 за исследования в области комбинаторики и алгоритмов
- Теоретическая премия фон Неймана[12] в 2006 за работы по комбинаторной оптимизации и особенно за книгу «Геометрические алгоритмы комбинаторной оптимизации» (совместно с М. Грётшелем[нем.] и Л. Ловасом)
- Премия Франца Эдельмана[англ.][16] в 2008 за оптимизацию расписания нидерландских поездов (совместно с Адри Стейнбейком)

## Книги
- «Теория линейного и целочисленного программирования»[17] (вышла 1986, переиздана в 1998, русский перевод вышел в 1991 году в двухтомнике издательства «Мир»)
- «Геометрические алгоритмы комбинаторной оптимизации»[18] (1988)
- «Комбинаторная оптимизация»[19] (1998, переиздание в 2011)
- «Комбинаторная оптимизация: многогранники и эффективность»[20]